# Fakt ist!
Fakt ist! (Eigenschreibweise: FAKT IST!; frühere Schreibweise: Fakt ist…!) ist eine Talkshow des Mitteldeutschen Rundfunks, die mittwochs um 20:15 Uhr im MDR Fernsehen ausgestrahlt wird. Sie wird abwechselnd in den drei Landesfunkhäusern produziert.
Zuvor wurde die Sendung im Leipziger Hauptbahnhof produziert. Die Moderatoren diskutieren mit Prominenten, aber auch mit Gästen aus dem normalen Leben über aktuelle und kontroverse Themen, vor allem aus der Perspektive der Menschen in den neuen Bundesländern. Die Zuschauer am Fernseher haben die Möglichkeit, mittels Chat, Facebook oder E-Mail ihre Meinungen zu äußern, und so an der Gestaltung der Sendung mitzuwirken.
Die Sendung ist ähnlich angelegt wie die Talkshow hart aber fair, die vom Westdeutschen Rundfunk produziert wird.

## Moderatoren
Aktuell:
- Anja Heyde und Stefan Bernschein (aus Magdeburg)[1]
- Kathleen Bernhardt und Lars Sänger (aus Erfurt)
- Andreas F. Rook und Friederike Schicht (aus Dresden), Vertretung durch Uta Deckow

Ehemalig:
- Ines Adam
- Angela Elis
- Uta Georgi
- Annett Glatz
- Ines Klein
- Ines Krüger
- Andreas Menzel